# Marie Janderová
Marie Janderová (gift Ryšánková), född 27 augusti 1899 i Uherské Hradiště region Mähren, död 24 mars 1976 i Stockholm i Sverige, var en tjeckoslovakisk-svensk friidrottare med kastgrenar som huvudgren. Janderová var en pionjär inom damidrott, hon 
var världsrekordhållare, deltog vid den tredje damolympiaden 1923 i Monte Carlo och den fjärde 1924 i London.

## Biografi
Marie Janderová föddes i Uherské Hradiště i dåvarande Österrike-Ungern, i ungdomstiden var hon aktiv friidrottare med spjutkastning som specialitet.
Den 6 april 1923 satte hon sitt första världsrekord (inofficiellt) i spjutkastning med 25,50 meter vid Damspelen 1923 i Monte Carlo. Trots detta slutade hon totalt på en 5.e plats i spjutkastning eftersom dåtidens resultat baserades på två-hands (vid kastgrenar kastade varje tävlande dels med höger hand och dels med vänster hand, därefter adderades respektive bästa kast till ett slutresultat) resultat. Janderovás slutresultat blev 42,11 meter.
25 maj 1924 satte hon officiellt världsrekord i spjutkastning med 27,24 meter vid tjeckoslovakiska mästerskapen i Moravská Ostrava i nuvarande Mähren-Schlesien.
Senare samma år deltog Janderova Damolympiaden 1924 den 4 augusti i London, under tävlingarna tog hon silvermedalj i diskuskastning.
Senare drog hon sig tillbaka från tävlingslivet och flyttade till Sverige, Janderova dog i Stockholm 1976.